# Chrastné
Chrastné és un poble i municipi d'Eslovàquia. Es troba a la regió de Košice, a l'est del país.

## Història
La primera referència escrita de la vila data del 1357.

## Demografia
| Godina             | 1994 | 2004    | 2014    | 2024    |
| ------------------ | ---- | ------- | ------- | ------- |
| Nombre de persones | 321  | 376     | 483     | 726     |
| Diferència         |      | +17,13% | +28,45% | +50,31% |

| Godina             | 2023 | 2024   |
| ------------------ | ---- | ------ |
| Nombre de persones | 701  | 726    |
| Diferència         |      | +3,56% |